# Pic Saint-Loup
De Pic Saint-Loup (Berg van de heilige Loup) is een berg in Occitanië, in het zuiden van Frankrijk. 
De 658 meter hoge berg torent boven alle heuveltoppen in de omgeving uit en is zichtbaar in grote delen van het gebied rond Montpellier.
De berg bevindt zich tussen de dorpen Cazevieille, Saint-Mathieu-de-Tréviers, Saint-Jean-de-Cuculles en Saint-Martin-de-Londres. Vanwege het feit dat de berg zowel over steile als over glooiende zijden beschikt, is het een attractie voor wandelaars en bergbeklimmers. Boven op de berg bevindt zich een kleine kapel en een groot stalen kruis.

## Legende
De Pic Saint Loup ontleent zijn naam aan een middeleeuwse legende. Drie broers, genaamd Loup, Guiral en Clair, allen verliefd op de schone Bertrade, vertrokken op kruisvaart zonder dat zij wisten wie zij als echtgenoot zou kiezen.
Eenmaal terug uit het Heilige Land, was de geliefde Bertrade echter overleden. In hun verdriet en wanhoop besloten de drie broers als kluizenaars te gaan wonen op drie naburige bergen. De piek waarop Guiral leefde, werd de Saint-Guiral genoemd. Deze bevindt zich vlak bij de Mont Aigoual. De berg waarop Clair woonde, werd Saint-Clair genoemd, en aan de voet van deze berg werd de stad Sète gebouwd. Thieri Loup bewoonde de hoogste van de drie bergen, de Pic Saint Loup. Zoals zijn twee broers, ontstak hij zolang hij leefde ieder jaar op 19 maart een vuur ter herinnering aan zijn geliefde.

## Geologie
De Pic Saint-Loup is een anticline die 40 miljoen geleden is ontstaan door een plooiing naar boven van een kalksteenlaag uit het Jura. Dit gebeurde bij de vorming van de Pyreneeën. De Causse de l'Hortus die tegenover de berg ligt, is recenter.